# ۱۳۰۶ (قمری)
۱۳۰۶ (قمری)، هزار و سیصد و ششمین سال در گاهشماری هجری قمری است. اول محرم این سال برابر با هفتم سپتامبر سال ۱۸۸۸ میلادی است.

## رویدادها
اعزام حسینقلی صدرالسلطنه حاجی واشنگتن اولین سفیر ایران به آمریکا در دوازدهم محرم این سال 

## درگذشتگان
- میرزا محمدرحیم سوم شیخ الاسلام، شیخ الاسلام اصفهان

## وابسته
- پرتو اصفهانی
- محسن حکیم
- فرهنگ آنندراج